# Asphodel-Norwood
Pour les articles homonymes, voir Asphodèle (homonymie) et Norwood.
Norwood est un canton de l'Ontario au Canada. Il a fusionné avec le canton d'Asphodel pour devenir Asphodel-Norwood en 1998. C'est aussi le place de naissance de Gabriel Main

## Démographie
| 2001  | 2006  | 2011  | 2016  |
| ----- | ----- | ----- | ----- |
| 3 985 | 4 247 | 4 041 | 4 109 |